# Пантано, Харлинсон
Харлинсон Пантано Гомес (исп. Jarlinson Pantano Gómez, род. 19 ноября 1988 в Кали), Колумбия — колумбийский профессиональный шоссейный велогонщик, завершивший профессиональную карьеру в 2020 году. Выступал за команды мирового тура «IAM Cycling» и «Trek-Segafredo». Чемпион Колумбии 2017 года в индивидуальной гонке. Победитель этапа на Тур де Франс 2016.

## Карьера
Ещё выступая в любителях Харлинсон Пантано показал свой талант и занял третье место в генеральной классификации Тур де Л'Авенир, называемого также Гонкой Будущего, одном из самых популярных соревнований для шоссейных велогонщиков в молодежной категории.
Первые шаги в профессиональном велоспорте Пантано сделал в родных колумбийских командах, таких как Colombia es Pasión–Café de Colombia (2011) и Colombia, за которую выступал три года (2012–2014). В числе его успехов в эти годы особенно заметны победа на этапе Тура Колумбии 2011 года и майка лучшего горного гонщика на Туре Средиземноморья 2014. Также на счету колумбийца два участия в Джиро д’Италия 2013 и 2014 годов.
В 2015 году спортсмен перешёл в швейцарскую команду «IAM Cycling» и впервые стартовал на Тур де Франс. На дебютной «Большой Петле» колумбийцу удалось занять высокое для себя 19 место.
Первый крупный успех пришёл к Пантано на этапе 9 Тура Швейцарии 2016 года, когда он выиграл горный этап с финишем в Давосе. Спустя месяц спортсмену покорилась и виктория на Тур де Франс (этап 15). Он первенствовал из отрыва на альпийском этапе с финишем в Кюло, опередив прошлогоднего горного короля французской супермногодневки Рафала Майку. На этапе 17 Харлинсон снова ушёл в отрыв, но стал только вторым, получив в утешение красный номер самого агрессивного гонщика.

## Достижения
2008
2-й Гран-при Вильгельма Телля
5-й Круг Исарда
7-й Тур де л'Авенир
2009
Кубок наций Долины Сагеней
5-й этап
8-й Круг Майорки
2010
3-й Тур де л'Авенир
4-й Круг Майорки
2011
Вуэльта Колумбии
7-й этап
2014
Тур Средиземноморья
 Горная классификация
7-й Гран-при Лугано
7-й Рома Максима
9-й Неделя Коппи и Бартали
2015
9-й Тур Даун Андер
2016
Тур де Франс
 Бойцовская премия (этапы 17, 20)
15-й этап
4-й Тур Швейцарии
9-й этап
5-й Гран-при Лугано
8-й Волта Алгарви
2017
Чемпионат Колумбии
1-й  Индивидуальная гонка
2-й  Групповая гонка
10-й Тур Турции

## Статистика выступлений

### Гранд-туры
| Гонка           | 2013 | 2014 | 2013 | 2015 | 2017 | 2018 |
| --------------- | ---- | ---- | ---- | ---- | ---- | ---- |
| Джиро д'Италия  | 46   | 32   | —    | —    | —    | 54   |
| Тур де Франс    | —    | —    | 19   | 19   | 46   | —    |
| Вуэльта Испании | —    | —    | —    | —    | 33   | —    |

| — | Не участвовал |

## Личная жизнь
Харлинсон Пантано — младший брат Карлоса Андреса Пантано (род. 11.03.1984), велогонщика, выступавшего за колумбийские команды в 2013–2014 годах.